# Creep (песня TLC)
«Creep» — песня американской женской хип-хоп и ритм-н-блюзовой группы TLC. Была выпущена 31 октября 1994 года в качестве первого сингла второго студийного альбома группы CrazySexyCool. Песня стала первым хитом TLC, достигшим первой строчки американского хит-парада Billboard Hot 100, она также была номинированной на 2 премии «Грэмми» в категории «Лучшая R&B песня» и «Лучшее исполнение R&B группой с вокалом», выиграв последнюю из них. Песня получила положительные отзывы музыкальной критики и интернет-изданий, например, таких как Robert Christgau и других.
«Creep» была названа песней № 8 изданием The Village Voice в его списке критиков Pazz & Jop на 1995 года, в то время как другая песня «Waterfalls» расположилась на позиции № 5. Журнал Billboard назвал эти песни соответственно № 3 и № 2 в своём итоговом списке Лучших синглов США 1995 года.

## Музыкальное видео
Музыкальное видео на песню было снято в трёх разных версиях между июнем и августом 1994 года, в том числе третья версия появилась 16 сентября 1994.

## Список композиций и форматов

### Creep
EU CD single
1. «Creep» (LP version) — 4:29
2. «Creep» (instrumental LP version) — 4:47

US 12" vinyl
- A1. «Creep» (album version) — 4:27
- A2. «Creep» (Jermaine’s 'Jeep' Mix) — 5:09
- B1. «Creep» (instrumental album version) — 4:47
- B2. «Creep» (Jermaine’s Acappella Mix) — 5:09

US CD maxi-single
1. «Creep» (album version) — 4:28
2. «Creep» (Jermaine’s Jeep Mix) — 5:09
3. «Creep» (Untouchables Mix) — 5:22
4. «Creep» (Super Smooth Mix) — 4:44
5. «Creep» (DARP Mix) — 4:50
6. «Creep» (Untouchables Instrumental) — 5:18

### Creep '96
Переиздание сингла в 1996 году как «Creep '96»
12" single
- A1. «Creep» (Maxx Remix) — 5:12
- A2. «Creep» (Jermaine’s Jeep Mix) — 5:13
- B1. «Creep» (Tin Tin Out Remix) — 8:35
- B2. «Waterfalls» (DARP Remix) — 4:32

CD maxi single
1. "Creep (radio edit; original version) — 4:28
2. «Waterfalls» (single edit) — 4:21
3. «Creep» (Maxx Remix) — 5:11
4. «Creep» (Tin Tin Out Remix) — 8:35

## Награды
| Год     | Номинируемая работа                     | Категория | Результат |
| ------- | --------------------------------------- | --------- | --------- |
| 1996    |                                         |           |           |
| «Creep» | Лучшая R&B песня                        | Номинация |           |
| «Creep» | Лучшее исполнение R&B группой с вокалом | Победа    |           |

## Чарты и сертификации

### Недельные чарты
| Чарт (1994—95)                         | Высшая позиция |
| -------------------------------------- | -------------- |
| Австралия (ARIA)                       | 20             |
| Бельгия/Фландрия (Ultratop 50)         | 45             |
| Канада Canada Top Singles (RPM)        | 41             |
| Europe (Eurochart Hot 100 Singles)     | 43             |
| Франция (SNEP)                         | 23             |
| Германия (GfK)                         | 39             |
| Нидерланды (Dutch Top 40)              | 19             |
| Новая Зеландия (Recorded Music NZ)     | 4              |
| Швеция (Sverigetopplistan)             | 56             |
| Швейцария (Schweizer Hitparade)        | 26             |
| UK Singles The Official Charts Company | 6              |
| США Billboard Hot 100                  | 1              |
| США Billboard Hot R&B/Hip-Hop Songs    | 1              |
| США Billboard Pop Songs                | 9              |

### Годовые итоговые чарты
| Чарт (1995)                | Позиция |
| -------------------------- | ------- |
| Канада Canada Dance (RPM)  | 35      |
| США U.S. Billboard Hot 100 | 3       |

### Чарты десятилетия
| Чарт (1990—1999)           | Позиция |
| -------------------------- | ------- |
| США U.S. Billboard Hot 100 | 21      |

### Сертификации
| Регион | Сертификация | Продажи   |
| --- | ------------ | --------- |
| Новая Зеландия (RMNZ) | Золотой      | 5000*     |
| Великобритания (BPI) | Серебряный   | 200 000   |
| США (RIAA) | Платиновый   | 1 400 000 |
| * Данные о продажах приведены только на основе сертификации. ^ Данные о тиражах приведены только на основе сертификации. |              |           |